# Cornelis Jan Simonsz.
Cornelis Jan Simonsz. (Utrecht?, oktober 1661 – aldaar, november 1727) was een jurist en als fiscaal in dienst van de VOC. Hij was van 1703 tot 1707 gouverneur van Ceylon.

## Kaap de Goede Hoop
Simonsz. had rechten gestudeerd in de Republiek en werd in 1689 ingehuurd door de VOC om als independent fiscaal aan de Kaap de Goede Hoop de zaken van de Compagnie te controleren op fraude en andere wanpraktijken. De Kaap was het verversingsstation voor de schepen die tussen de Republiek en Batavia heen en weer voeren. Independent fiscaal was een functie die het jaar daarvoor door de Heren XVII in het leven was geroepen om fraude beter te kunnen bestrijden. De independent fiscaal was geen verantwoording schuldig aan de locale politieke raad, zoals gewone fiscalen, noch aan de Raad van Indië, maar alleen aan de Heren XVII. Simonsz. vertrok op 20 mei 1690 uit Amsterdam met het schip de Maas, en arriveerde in oktober aan de Kaap. Simonsz. vervulde deze functie vier jaar lang, tot 7 december 1694, toen hij weer terug ging naar Nederland.

## Coromandel

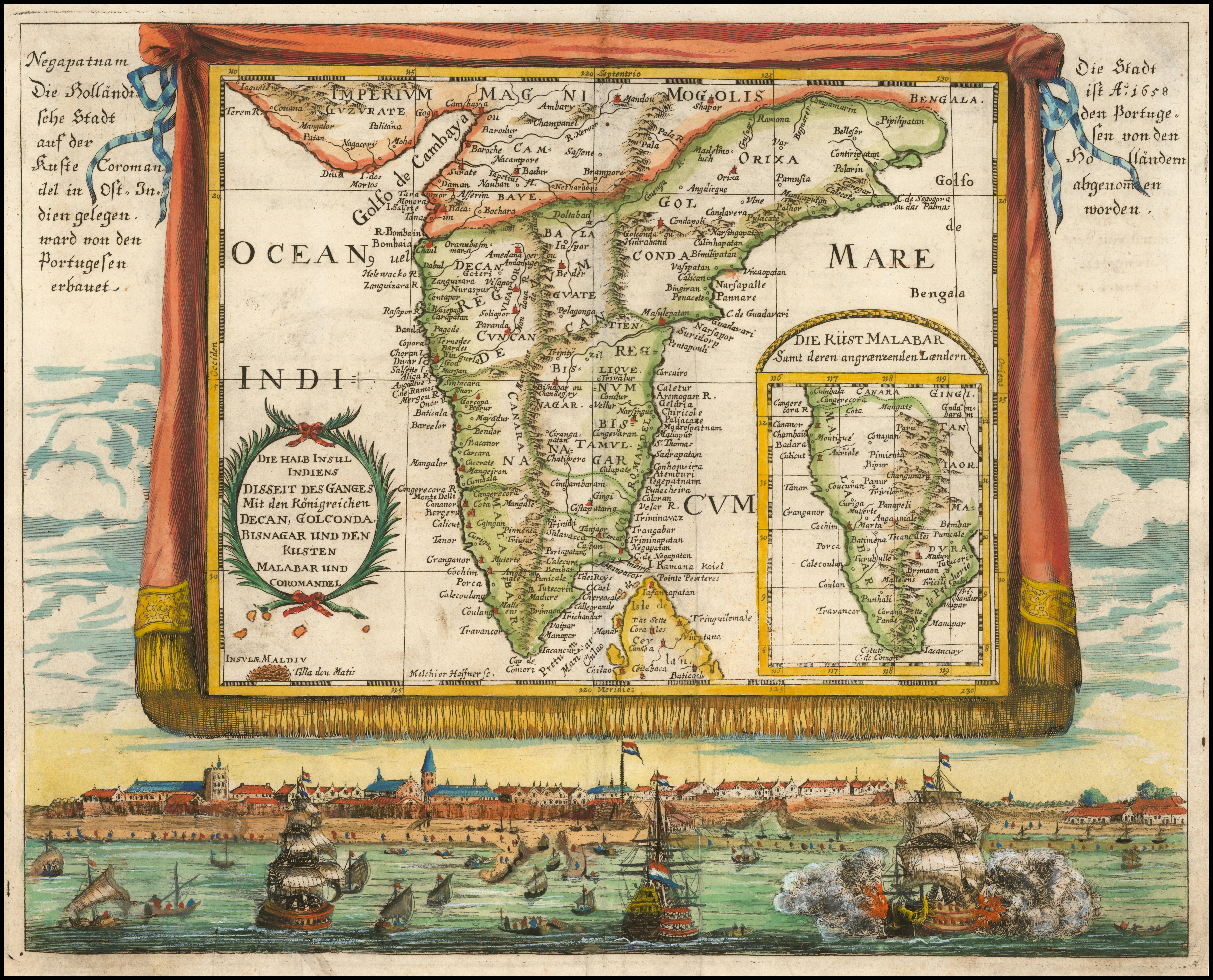
Gezicht op Negapatam en kaart van Zuid-India

Het jaar daarop ging hij aan de slag als independent fiscaal in Negapatam in Zuid-India, aan de overkant van de noordelijke punt van Ceylon. Dit was het hoofdkantoor van de VOC aan de Coromandelkust sinds het in 1687 die rol had overgenomen van het noordelijker gelegen Paliacatte. Hiertoe was het fort Vijf Sinnen gebouwd, een van de grootste forten van de VOC in Azië. Hier zetelde sinds 1690 de gouverneur, Laurens Pit de Jonge. Coromandel was de grootste leverancier van allerhande katoenen stoffen, die de VOC kocht van door hen opgezette coöperaties van inheemse kooplieden, die de katoenen weefsels met mooie kleurige patronen weer kochten van wevers en ververs in de dorpen in het binnenland. De doeken waren zeer gewild in de Indonesische archipel en in Afrika, en sinds kort ook in Europa. Simonsz. raakte hier betrokken bij diverse dubieuze zaken, waarbij achteraf vaak niet is vast te stellen of er nu sprake van fraude was of niet. In 1698 werd een nieuwe gouverneur aangesteld, de oud boekhouder-generaal van Batavia Dirk Coomans, die de opdracht had gekregen de warrige administratie van Coromandel op orde te brengen en de teruggave van het in 1693 veroverde Pondicherry aan de Fransen te organiseren. Simonsz. kreeg ruzie met Coomans omdat deze niet wilde optreden tegen het autoritaire gedrag en malversaties van enkele inheemse VOC medewerkers belast met ordehandhaving en tolheffing. Ook beschuldigde hij hem van betrokkenheid bij het vervalsen van het allooi van gouden munten (pagoden). De VOC had toestemming gekregen om in een eigen munthuis in Negapatam gouden, zilveren en koperen inheemse munten te slaan om de textielprodukten mee te betalen. Men maakte hiermee extra winst omdat de munten meer waard waren dan het metaal waarvan ze gemaakt waren. Cooman's vrouw zou zich volgens Simonsz. bezig houden met particuliere handel.
In 1701 vroeg Simonsz. om afgelost te worden, wat goed werd gevonden. Hij werd opgevolgd door Hendrik Becker, die zijn onderzoeken voortzette. Simonsz. ging naar Batavia, waar hij per 23 november president van de Raad van Justitie werd. In Batavia moest Simonsz. onder andere handelingen van Laurens Pit nader onderzoeken. De Heren XVII verlangden in brieven van juni en september 1702 dat Coomans zich verantwoordde op Simonsz.' beschuldigingen, en waren ontstemd dat de zaak nog steeds niet was afgehandeld. Coomans werd nu ook beschuldigd door Becker.

## Ceylon

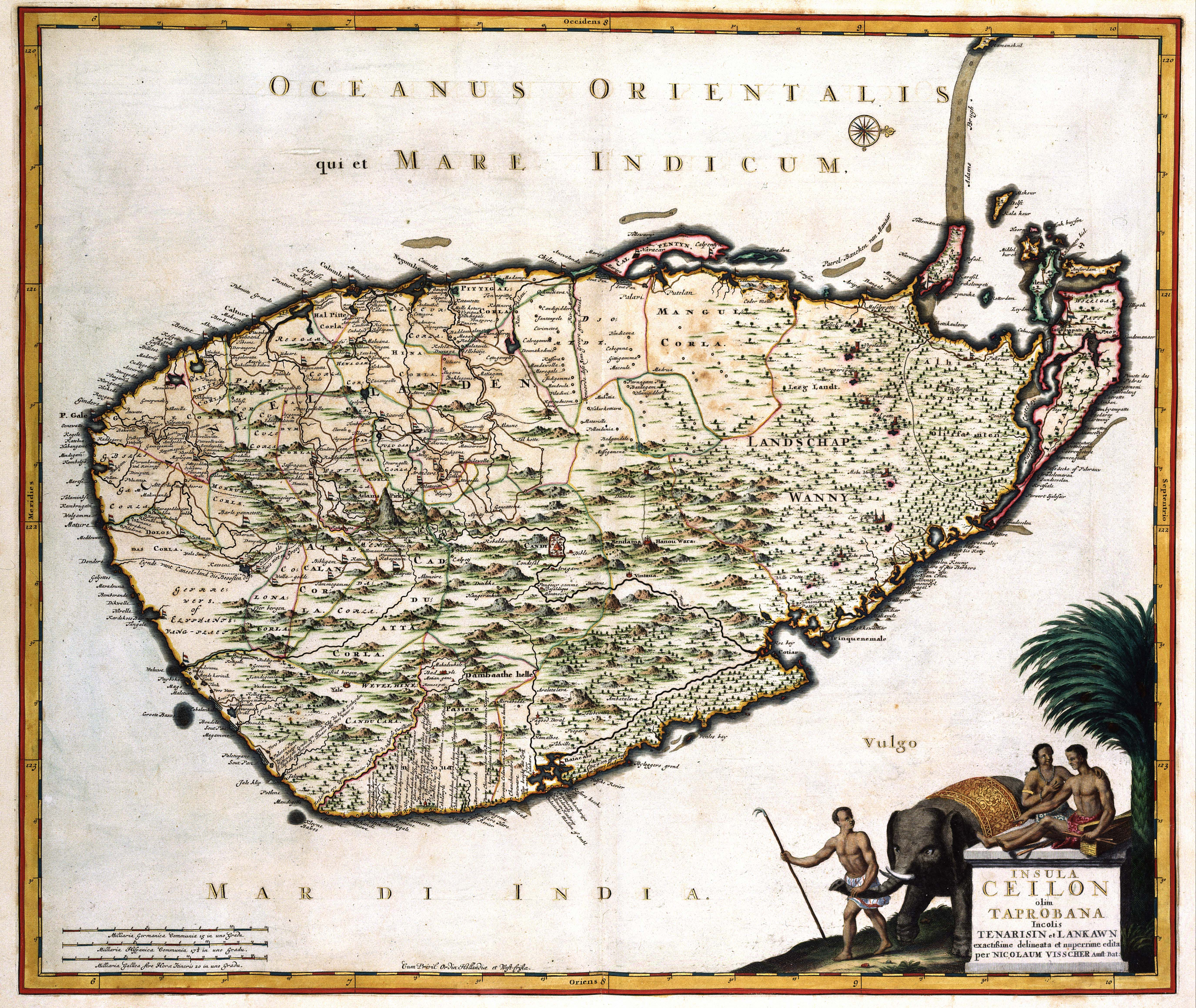
Ceylon

Op 19 december 1702 werd Simonsz. benoemd tot gouverneur van Ceylon, nadat men bericht had ontvangen dat de huidige gouverneur, Gerrit de Heere, door ziekte niet meer tot arbeid in staat was. Het duurde gemiddeld een maand voor een brief uit Ceylon Batavia bereikte. De Heere was eind november al overleden. In februari 1703 vertrok Simonsz. naar Ceylon, waar inmiddels onenigheid was ontstaan tussen de raadsleden in Colombo en de commandeur van Galle, Carel Bolner, over het waarnemen van het gouverneurschap.
In Ceylon had de Compagnie in bondgenootschap met de koning van Kandy, Raja Singha II, een reeks forten langs de kust en gebieden in het noorden en zuidwesten op de Portugezen veroverd. De Compagnie hield dit alles in onderpand totdat Kandy zijn bijdrage (in natura) aan de militaire uitgaven had geleverd, wat nooit gebeurde omdat ze te hoog opgelopen waren. Het gebied in het noorden leverde olifanten voor de handel op India en Bengalen. Het zuidwesten leverde olifanten en kaneel: de binnenbast van kaneelbomen die verspreid door de bossen groeiden. In deze gebieden had de VOC de binnenlandse politiek-organisatorische structuren beneden dorpshoofdniveau volledig intact gelaten, inclusief de feodale herendienstverplichtingen van bepaalde bevolkingsgroepen, voor zover ze betrekking hadden op de levering van olifanten en kaneel. De VOC kreeg deze dus feitelijk voor niets, maar bracht er in de boeken een kleine nominale waarde voor aan. Het nadeel van deze uitzonderlijke situatie voor een handelsonderneming was dat men verantwoordelijk werd voor het overkoepelend bestuur van die gebieden. Dit vereiste een aanzienlijke investering in personeel en administratie. Die kwam nog bovenop de kosten van onderhoud van de forten met hun duizenden soldaten die het monopolie op de kaneelhandel moesten beschermen. Een van de taken die Simonsz. ter hand nam was het brengen van duidelijkheid in hoe het bestuur geregeld moest worden. Hij vond dat 'ieder hier zonder instructie occupeert... en hare respective diensten na eijgen caprices wierden waargenomen'. Er werd dus een register opgesteld met alle relevante regelgeving door de Heren XVII en de Raad van Indië, en ook een hernieuwde versie van de in onbruik geraakte 'Instructies voor Ceylon' van Rijcklof van Goens, met beschrijvingen van alle functies. Ook liet hij het districtshoofd van Jaffna, Claas Isaacsz, die al 35 jaar ervaring op Ceylon had, een wetboek opstellen met de volledige Tamil wetgeving, de Thesawalamai. Dit werk duurde drie jaar, en werd daarna, vertaald in het Tamil, bekrachtigd door twaalf Tamil districtshoofden in het noorden van Ceylon. Met dit wetboek probeerde Simonsz. ook de 'twist- en plijtgierigheid' van de bevolking te beteugelen. Ze waren volgens hem 'geneegen d’een d’andere t’onderdrucken door processen, die veelmaal meer uijt haat, vexatie of om imand ’t zijne te ontneemen werden gemoveert dan om eenig regt of geregtigheijt'.

Versiering op het Leprozenhospitaal van Hendala. Schilderij van Van Dort uit 1889.

Ook in de Britse tijd bleef dit wetboek dienst doen en werd het in het Engels vertaald. Tegenwoordig wordt het nog steeds gebruikt in het eigendomsrecht, erfrecht en personen- en familierecht van Tamils in het noorden van Sri Lanka.
Iets anders dat vandaag nog aan Simonsz. herinnert is het hospitaal voor leprozen in Hendala, vlak buiten Colombo, waarvan de bouw door hem gestart is. Ook werd onder zijn bewind bastion Den Briel aan fort Colombo toegevoegd. Een deel van dit bastion is tegenwoordig een van de weinige overblijfselen van dat fort.
In 1703 kwam na 44 jaar gevangenschap ene Willem Herbert 'uyt de bovenlanden van Candia' samen met zijn zoon van 33 uit een huwelijk met een Singhalese, en een andere Engelsman, Robbert Mond, in Negombo aan. Dit waren William Hubbard van het schip de Anne van Robert Knox uit 1659, en Robert Munday, een deserteur van de Rochester uit 1687. Zij hadden dezelfde ontsnappingstactiek als Knox gevolgd, en zich als marskramers steeds een stukje verder van Kandy gewaagd. Hubbard sprak nog maar gebrekkig Engels. Hij had zijn vrouw en zijn andere kinderen niets verteld over zijn vlucht omdat die al twee keer mislukt was. Engeland zou hij nooit bereiken. Hij stierf op de terugweg in Kaap de Goede Hoop. Simonsz. meldde dat nu alleen de Franse ambassadeur De Lanerolle, vier andere Fransen van het Perzisch Eskader en enkele Nederlandse deserteurs nog in Kandy waren.
In de Memorie aan zijn opvolger gaf Simonsz. drie zaken aan die nodig waren om de kaneel te verkrijgen: een vriendschappelijke relatie met het Hof van Kandy, het voorkomen van intrusies van Europese concurrenten en het bewaken van de gehele kust, waarvan het zuidoostelijke deel nog onder controle van Kandy stond. Hoewel de Republiek in oorlog was met Frankrijk, hadden de Oostindische Compagnieën een neutraliteitsverdrag gesloten, zodat van de Fransen in Pondicherry in deze jaren geen dreiging uitging voor de Ceylonse scheepvaart.
De relatie met de koning van Kandy, inmiddels de opvolger van Raja Singha, Vimaladharmasuriya II, was goed. Dit ondanks dat Simons hem in opdracht van de Heren XVII in 1703 had geschreven dat vanwege een dreigende aanval op Ceylon door Frankrijk en Spanje, met wie de Republiek in oorlog was, het eiland door de VOC beschermd moest worden door ‘niet alleen te sluijten de havenen en uijttogten rondsom dit eijland Cheijlon, maar selvs alle passen en wegen na binnen nauwe gade te slaan’. Deze afsluiting van Ceylon van de buitenwereld zou nodig zijn omdat ‘een grote vloot of armature ter zee dit grootmagtig keijser-rijk van alle canten aanvallen en bestormen zullen, omme het alsoo in handen van voorschreven vorst te brengen; en waar uijt sal connen werden afgemeten in hoe grooten perijckel zigh dit eijland bevind’. In werkelijkheid waren de maatregelen vooral bedoeld om ‘illegale’ handel in kaneel en andere compagnieproducten te voorkomen, maar de koning schreef verheugd terug dat hij bereid was zijn ‘trouwe en oprechte Hollanders’ te helpen iedere vijand van Ceylon te verdrijven.
De Heren XVII hadden in 1700 bevolen dat de gouverneur van Ceylon zich niet langer de gouverneur van de koning mocht noemen, aangezien dat in de toekomst tegen de VOC kon worden gebruikt. Het was niet de bedoeling dat de koning de VOC zou gaan bevelen. Wel werd de koning zoals gebruikelijk te vriend gehouden met veel geschenken, hoewel die niet allemaal in de smaak vielen. Een 'seekeren cameel, van Coromandel op Ceylon aangebragt, is herwaard gesonden, omdat den Candisen Conink in dat gedierte geen sin scheen te hebben'. Wat hij liever had waren Perzische paarden. In 1706 werd uit Madoera in Zuid-India een prinses opgehaald als echtgenote voor zijn zoon, de kroonprins. 4 juni 1707 overleed hij, waarop een gezant naar Kandy ging om de condoleances van de VOC over te brengen. Zijn zoon, de 17-jarige Vira Narendra Singha, zou de laatste Singhalese koning van Kandy worden.
In 1707 deed Simonsz. een dringend verzoek om te repatriëren, aangezien hij ziek was geworden. In zijn Memorie schrijft hij dat hij bijna 6 maanden aan huis gekluisterd was. Hoewel hij kort geleden tot buitengewoon Raad van Indië in Batavia was benoemd zou hij geen zitting in de Raad nemen. 22 december vertrok hij. Hendrik Becker, de fiscaal van Coromandel, bood aan hem op te volgen.

## Kaap de Goede Hoop
In 1708 vertrok Simonsz. als commandeur van de retourvloot van Ceylon naar de Kaap de Goede Hoop, waar hij wachtte op retourschepen uit Batavia, om daarna met alle schepen, 18 in totaal, met een inkoopwaarde van meer dan 5 miljoen gulden, terug naar de Republiek te varen. Zoals gebruikelijk voor bevelhebbers van retourvloten trad hij tijdens het verblijf aan de Kaap op als commissaris. Deze had tot taak de vestiging te inspecteren, de boeken te controleren en voorstellen te doen voor verbetering. Simons schreef naar aanleiding van zijn onderzoek een Memorie voor de nieuwe gouverneur Louis van Assenburgh met een pleidooi voor het afschaffen van onnodig strenge regels en boetes en voor de bescherming van vrijburgers tegen 'extortiën van heb-sugtige officieren'. De vrijburgers waren al jaren ontevreden over het bestuur van de VOC. Met name over de vorige gouverneur Willem Adriaan van der Stel, die daarom in 1707 ontslagen was. Simonsz. onderschreef grotendeels de aanbevelingen die gedaan waren in de vorige Memorie, van Rijcklof van Goens de Jonge, en schreef 'dat de Nederlandze Coloniers, hier Vrylieden genaamt, zoodanig bepaalt wierden, dat zy veel eer onvrye lieden mogten genaamt worden, 't geen klaar uit zoo menigvuldige placaaten van tyd tot tyd blykt, die al vry wat rigoureus zyn, en hen geduurig in swaare boeten doen vervallen, alles strydig met de teerheid dezer Colonie, die meerder vryheid vereischt, gelyk ik aan UE. recommandere hen niet te straf te regeeren'.

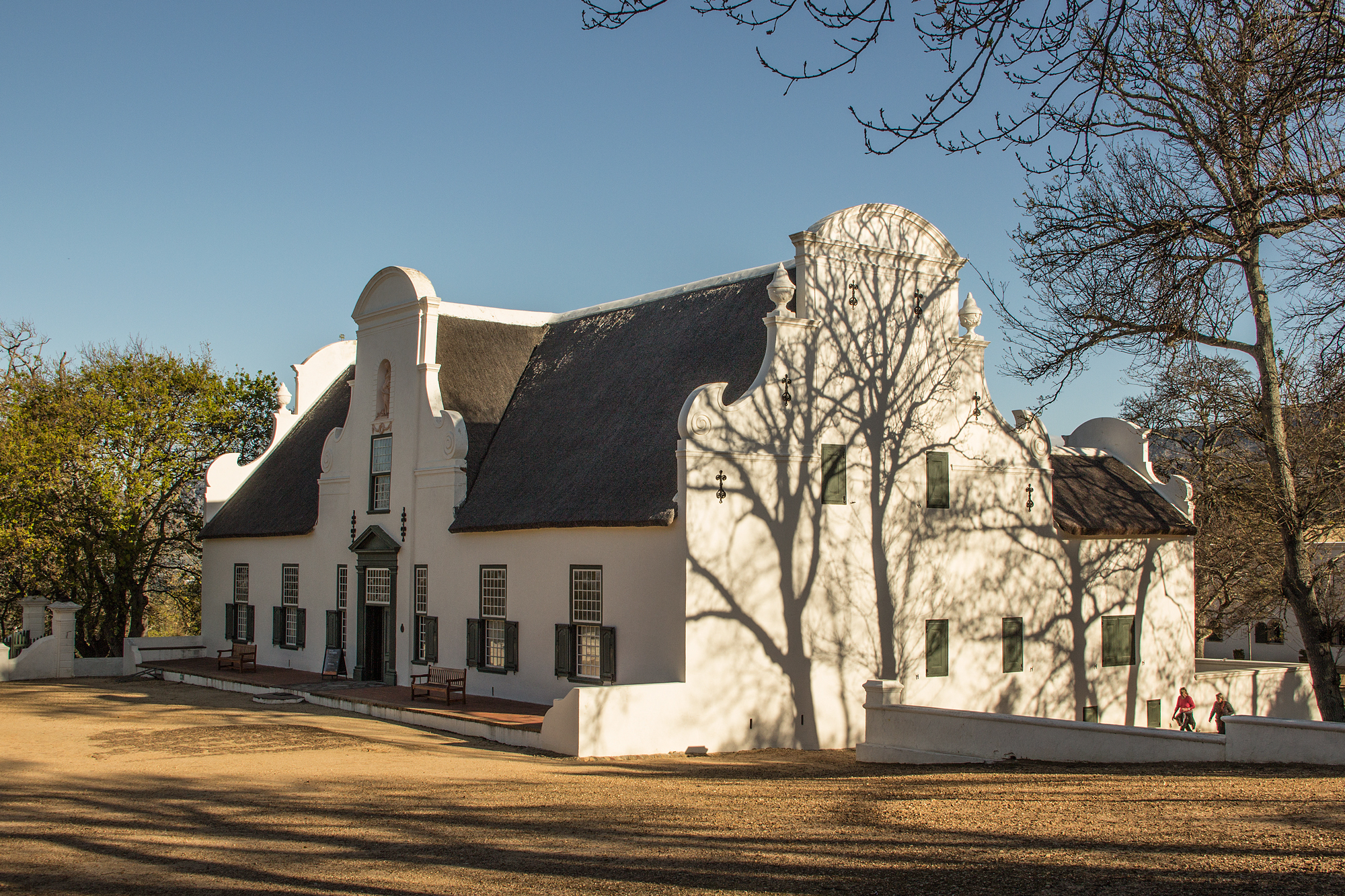
Constantia

De Memorie bleef tot ver in de 18de eeuw een belangrijk document voor de burgers van de ontluikende kolonie.
Dan was er het beruchte etentje in Constantia, de boerderij van Simon van der Stel, die gouverneur van de Kaap was toen Simonsz. er fiscaal was. Simonsz., Van Assenburgh en zijn secunde Johan d'Ableing, Willem Adriaan van der Stel en hun aller echtgenotes, alsmede andere high society van de Kaap brachten er de avond van eerste paasdag door onder het genot van veel wijn, na afloop waarvan iedereen behalve de oude Van der Stel en d'Ableing ziek werd en zij 'onder yzelyk braken ongemene pyn hadden, zoo dat zy in't aangezicht en op de handen gantsch blauw waren'. Peter Kolbe vertelt in zijn 'Naaukeurige en uitvoerige beschryving van de Kaap de Goede Hoop' uit 1727 dat velen aan de Kaap roddelden dat er sprake was van vergiftiging.

## Valentijns Ceylon
Na vele disputen met van Assenburgh en verwijten van de bevelhebbers van andere schepen dat hij alles buiten hen om deed en de vloot te lang liet wachten aan de Kaap vertrok Simonsz. in april met de vloot richting de Republiek. Hij vestigde zich daarna in Utrecht. Hij werd een van de voornaamste bronnen voor het boek over Ceylon van Francois Valentijn, die eind 1714 terugkeerde uit Azië maar zelf nooit op Ceylon was geweest. Hij onderhield vanuit Dordrecht een uitgebreide correspondentie met Simonsz., die hij in het voorwoord van het derde deel van 'Oud en Nieuw Oost-Indiën' speciaal bedankte voor alle informatie die hij hem had toegezonden 'met een ongemeene liefde voor myn Werk', alsmede voor zijn goede raad en het 'groot licht' dat hij hem over Ceylon had gegeven. Valentijn schrijft over de gouverneurs van Ceylon dat zij dankzij hun hoge salaris en emolumenten een buitengewoon riante levensstijl hebben en vervolgt bovendien met de opmerkelijke passage:
'De onbekende en geheime voordelen zyn niet wel na te rekenen, hoewel 't zeker is, dat zy in twee of drie jaaren schatryk zyn, hoedanig het mede (hoewel met eenig onderscheid, en na dat zy zich in de gunst van den Landvoogd weten te houden en met een ryp oordeel te geven en te nemen) met de Commandeurs van Galle en Jaffnapatam gelegen is'. Zijn in Ceylon opgelopen ziekte moet hij overwonnen hebben, want hij leefde nog tot 1727.